# Pearson (Geórgia)
Pearson é uma cidade localizada no estado americano de Geórgia, no Condado de Atkinson.

## Demografia
Segundo o censo americano de 2000, a sua população era de 1805 habitantes.
Em 2006, foi estimada uma população de 1911, um aumento de 106 (5.9%).

## Geografia
De acordo com o United States Census Bureau tem uma área de 7,5 km², dos quais 7,5 km² cobertos por terra e 0,0 km² cobertos por água. Pearson localiza-se a aproximadamente 62 m acima do nível do mar.

## Localidades na vizinhança
O diagrama seguinte representa as localidades num raio de 36 km ao redor de Pearson.